# Tepoto Sud
Tepoto Sud, auch Ti Poto genannt, ist ein Atoll des Tuamotu-Archipels in Französisch-Polynesien. Tepoto Sud liegt 44 km südwestlich vom Makemo-Atoll entfernt. Das vergleichsweise kleine Atoll hat eine runde Form mit einem Durchmesser von etwa 3,8 km sowie einer Landfläche von nur 0,6 km². Die 2,5 km² große Lagune verfügt über einen schiffbaren Zugang zum Meer im Nordosten. Das Atoll erhielt seinen Zusatz Sud um es von einem gleichnamigen 400 km entfernten Atoll im Norden, Tepoto Nord, abzugrenzen. Tepoto Sud gehört administrativ zur Gemeinde Makemo und dort zur Teilgemeinde („Commune associées“) Katiu.
Tepoto Sud bildet zusammen mit den Atollen Hiti und Tuanake die Gruppe der Raevski-Atolle. Ebenso wie auf den beiden anderen Atollen ist hier die Polynesische Erdtaube (Gallicolumba erythroptera) und der Tuamotu-Rohrsänger (Acrocephalus atyphus) beheimatet. 
Die Insel wurde von dem französischen Entdecker Louis Antoine de Bougainville erstmals 1768 gesichtet, aber 1820 von dem deutschbaltischen Seefahrer Fabian Gottlieb von Bellingshausen erstmals betreten.